# Endéné Miyem
Endéné Miyem (Reims, 15 de maio de 1988) é uma basquetebolista profissional francesa, medalhista olímpica.

## Carreira
Miyem integrou Seleção Francesa de Basquetebol Feminino nos Jogos Olímpicos Londres 2012, conquistando a medalha de prata.